# La iguana (novela)
La iguana es una novela de aventuras de Alberto Vázquez-Figueroa.

## Resumen de la trama
Trata la historia de un marinero irlandés llamado Oberlus y apodado La iguana por su aspecto. Este personaje era despreciado y maltratado por toda la gente. Cansado de esta realidad, huye a la deshabitada Isla de Hood, en el archipiélago de las Galápagos. Después de varios años viviendo allí, se considera a sí mismo como el "Rey de Hood". Secuestra a algunos tripulantes de un barco llegados a este islote y los somete a sus órdenes, tratándolos como esclavos, como venganza por cómo lo habían tratado a él durante todo su pasado. Entre ellas se encuentra Niña Carmen, mujer de la que abusa sexualmente.

### Relación con la realidad
El protagonista de esta novela fue el primer colonizador de las Galápagos. De origen irlandés, su verdadero nombre era Patrick Watkins, pero le apodaron Iguana pues al parecer tenía un aspecto horrible que producía el rechazo automático de la gente.}